# Llista de masies de l'Alt Urgell - sud
Per municipi

Llista de masies i altres construccions relacionades del sud de l'Alt Urgell (municipis de Bassella, Cabó, Coll de Nargó, Fígols i Alinyà, Josa i Tuixén, la Vansa i Fórnols, Oliana, Organyà i Peramola) ordenades per municipi.
Informació actualitzada per un bot. Els canvis manuals es perdran quan s'actualitzi!
| imatge | Nom                           | instància de | Municipi           | Elevació s.n.m. en m | estat de conservació | coordenades                                                         | Protecció                                  | Commons (més fotos)       | WD                            |
| ------ | ----------------------------- | ------------ | ------------------ | -------------------- | -------------------- | ------------------------------------------------------------------- | ------------------------------------------ | ------------------------- | ----------------------------- |
|        | Argelagoses                   | masia        | Bassella           |                      |                      | 42° 01′ 00″ N, 1° 17′ 44″ E / 42.0167409027408°N,1.29566707235983°E |                                            |                           | Modifica les dades a Wikidata |
|        | Barraquer                     | masia        | Bassella           | 509                  |                      | 42° 01′ 23″ N, 1° 21′ 20″ E / 42.0229296339824°N,1.35564069756616°E |                                            |                           | Modifica les dades a Wikidata |
|        | Ca l'Andreu                   | masia        | Bassella           |                      |                      | 41° 58′ 40″ N, 1° 17′ 48″ E / 41.9776883427633°N,1.29678147055092°E |                                            |                           | Modifica les dades a Wikidata |
|        | Ca l'Anton                    | masia        | Bassella           |                      |                      | 42° 01′ 02″ N, 1° 16′ 39″ E / 42.0173270354312°N,1.27761981335742°E |                                            |                           | Modifica les dades a Wikidata |
|        | Ca l'Esteve                   | masia        | Bassella           |                      |                      | 42° 01′ 06″ N, 1° 19′ 06″ E / 42.0184010966765°N,1.31846156215184°E |                                            |                           | Modifica les dades a Wikidata |
|        | Cal Benet                     | masia        | Bassella           |                      |                      | 41° 58′ 59″ N, 1° 20′ 17″ E / 41.9831044985828°N,1.33817331584903°E |                                            |                           | Modifica les dades a Wikidata |
|        | Cal Bepo                      | masia        | Bassella           |                      |                      | 41° 58′ 04″ N, 1° 16′ 05″ E / 41.9677741573483°N,1.26800991488174°E |                                            |                           | Modifica les dades a Wikidata |
|        | Cal Casanova                  | masia        | Bassella           |                      |                      | 42° 02′ 00″ N, 1° 17′ 13″ E / 42.0332171286372°N,1.2868550933028°E  |                                            |                           | Modifica les dades a Wikidata |
|        | Cal Celdoni                   | masia        | Bassella           |                      |                      | 42° 01′ 07″ N, 1° 19′ 07″ E / 42.01866571445°N,1.31869614298388°E   |                                            |                           | Modifica les dades a Wikidata |
|        | Cal Cerdà                     | masia        | Bassella           |                      |                      | 42° 00′ 16″ N, 1° 21′ 16″ E / 42.0044120108713°N,1.35433062707969°E |                                            |                           | Modifica les dades a Wikidata |
|        | Cal Cordill                   | masia        | Bassella           |                      |                      | 42° 02′ 19″ N, 1° 20′ 07″ E / 42.038561764522°N,1.3352190282209°E   |                                            |                           | Modifica les dades a Wikidata |
|        | Cal Costa                     | masia        | Bassella           |                      |                      | 41° 58′ 05″ N, 1° 16′ 06″ E / 41.9681303551913°N,1.26833817080651°E |                                            |                           | Modifica les dades a Wikidata |
|        | Cal Fuster                    | masia        | Bassella           |                      |                      | 42° 01′ 19″ N, 1° 20′ 39″ E / 42.0220262888412°N,1.34417745657354°E |                                            |                           | Modifica les dades a Wikidata |
|        | Cal Gironella                 | masia        | Bassella           | 445                  |                      | 42° 01′ 46″ N, 1° 16′ 57″ E / 42.0294056313037°N,1.28251213049049°E |                                            |                           | Modifica les dades a Wikidata |
|        | Cal Guerxo                    | masia        | Bassella           | 446                  |                      | 41° 59′ 49″ N, 1° 17′ 11″ E / 41.99706111°N,1.28648056°E            |                                            |                           | Modifica les dades a Wikidata |
|        | Cal Joanet                    | masia        | Bassella           |                      |                      | 41° 57′ 55″ N, 1° 15′ 37″ E / 41.9651543157654°N,1.26033352897625°E |                                            |                           | Modifica les dades a Wikidata |
|        | Cal Josepó                    | masia        | Bassella           |                      |                      | 42° 02′ 02″ N, 1° 17′ 09″ E / 42.0338334233029°N,1.2859083353222°E  |                                            |                           | Modifica les dades a Wikidata |
|        | Cal Mitger                    | masia        | Bassella           |                      |                      | 41° 59′ 26″ N, 1° 16′ 42″ E / 41.9904642247988°N,1.27840474726623°E |                                            |                           | Modifica les dades a Wikidata |
|        | Cal Pany                      | masia        | Bassella           |                      |                      | 41° 59′ 00″ N, 1° 17′ 09″ E / 41.9832185286333°N,1.28591501942953°E |                                            |                           | Modifica les dades a Wikidata |
|        | Cal Passarella                | masia        | Bassella           |                      |                      | 42° 00′ 36″ N, 1° 19′ 46″ E / 42.0100871032275°N,1.32947662659309°E |                                            |                           | Modifica les dades a Wikidata |
|        | Cal Peret                     | masia        | Bassella           |                      |                      | 42° 01′ 24″ N, 1° 17′ 01″ E / 42.023392617462°N,1.2836774520321°E   |                                            |                           | Modifica les dades a Wikidata |
|        | Cal Perotillo                 | masia        | Bassella           |                      |                      | 41° 59′ 10″ N, 1° 16′ 00″ E / 41.986210297057°N,1.2665696855172°E   |                                            |                           | Modifica les dades a Wikidata |
|        | Cal Perxet                    | masia        | Bassella           |                      |                      | 42° 01′ 39″ N, 1° 20′ 07″ E / 42.0274992269913°N,1.3352657631195°E  |                                            |                           | Modifica les dades a Wikidata |
|        | Cal Poero                     | masia        | Bassella           |                      |                      | 41° 59′ 27″ N, 1° 16′ 43″ E / 41.9908295784029°N,1.27874499944933°E |                                            |                           | Modifica les dades a Wikidata |
|        | Cal Puit                      | masia        | Bassella           |                      |                      | 41° 59′ 26″ N, 1° 16′ 45″ E / 41.9904574406973°N,1.27915341520881°E |                                            |                           | Modifica les dades a Wikidata |
|        | Cal Riudelbàs                 | masia        | Bassella           |                      |                      | 42° 00′ 28″ N, 1° 17′ 51″ E / 42.0078268840447°N,1.29763190998214°E |                                            |                           | Modifica les dades a Wikidata |
|        | Cal Tortuguer                 | masia        | Bassella           |                      |                      | 42° 00′ 19″ N, 1° 20′ 00″ E / 42.0051466944809°N,1.33346995865095°E |                                            |                           | Modifica les dades a Wikidata |
|        | Campabadal                    | masia        | Bassella           |                      |                      | 42° 00′ 09″ N, 1° 16′ 15″ E / 42.002487566429°N,1.2709576070724°E   |                                            |                           | Modifica les dades a Wikidata |
|        | Can Pujol                     | masia        | Bassella           |                      |                      | 42° 00′ 49″ N, 1° 18′ 43″ E / 42.0134890995963°N,1.31208163363341°E |                                            |                           | Modifica les dades a Wikidata |
|        | Casa del Mestre               | masia        | Bassella           |                      |                      | 42° 01′ 21″ N, 1° 20′ 35″ E / 42.0224948408419°N,1.34294537333932°E |                                            |                           | Modifica les dades a Wikidata |
|        | Casanova d'Altès              | masia        | Bassella           |                      |                      | 42° 01′ 27″ N, 1° 19′ 31″ E / 42.0241586458088°N,1.3254121203978°E  |                                            |                           | Modifica les dades a Wikidata |
|        | Casanova de la Salsa          | masia        | Bassella           |                      |                      | 42° 02′ 07″ N, 1° 20′ 14″ E / 42.035362489569°N,1.33718674983857°E  |                                            |                           | Modifica les dades a Wikidata |
|        | Caseta de Gavernet            | masia        | Bassella           |                      |                      | 42° 00′ 15″ N, 1° 20′ 08″ E / 42.0042941952744°N,1.33554496142516°E |                                            |                           | Modifica les dades a Wikidata |
|        | Caseta de Montconill          | masia        | Bassella           |                      |                      | 42° 00′ 17″ N, 1° 18′ 23″ E / 42.0046046896743°N,1.30629110790019°E |                                            |                           | Modifica les dades a Wikidata |
|        | Caseta del Mariano            | masia        | Bassella           |                      |                      | 41° 56′ 41″ N, 1° 15′ 13″ E / 41.9447978450589°N,1.25366103721104°E |                                            |                           | Modifica les dades a Wikidata |
|        | Cosconera                     | masia        | Bassella           |                      |                      | 42° 01′ 56″ N, 1° 16′ 24″ E / 42.0321397152892°N,1.27325753074581°E |                                            |                           | Modifica les dades a Wikidata |
|        | el Castell                    | masia        | Bassella           |                      |                      | 42° 01′ 09″ N, 1° 19′ 09″ E / 42.0192851530082°N,1.31917501209841°E |                                            |                           | Modifica les dades a Wikidata |
|        | el Pical                      | masia        | Bassella           |                      |                      | 41° 58′ 05″ N, 1° 16′ 01″ E / 41.9679835621109°N,1.26696638582233°E |                                            |                           | Modifica les dades a Wikidata |
|        | el Puit                       | masia        | Bassella           |                      |                      | 42° 01′ 43″ N, 1° 19′ 13″ E / 42.028489349174°N,1.32039412856156°E  |                                            |                           | Modifica les dades a Wikidata |
|        | el Puitot                     | masia        | Bassella           |                      |                      | 42° 01′ 48″ N, 1° 20′ 44″ E / 42.0300606054669°N,1.34547889113723°E |                                            |                           | Modifica les dades a Wikidata |
|        | el Soler                      | masia        | Bassella           |                      |                      | 42° 01′ 56″ N, 1° 19′ 50″ E / 42.032189689813°N,1.3305533008976°E   |                                            |                           | Modifica les dades a Wikidata |
|        | el Soler d'Altès              | masia        | Bassella           |                      |                      | 42° 00′ 46″ N, 1° 18′ 42″ E / 42.0128419142289°N,1.31155530290297°E |                                            |                           | Modifica les dades a Wikidata |
|        | el Vilar                      | masia        | Bassella           |                      |                      | 42° 01′ 13″ N, 1° 14′ 36″ E / 42.020336800427°N,1.2432733301037°E   |                                            |                           | Modifica les dades a Wikidata |
|        | els Masos                     | masia        | Bassella           |                      |                      | 42° 01′ 27″ N, 1° 16′ 46″ E / 42.0242989811837°N,1.27949706228383°E |                                            |                           | Modifica les dades a Wikidata |
|        | els Picons                    | masia        | Bassella           |                      |                      | 42° 03′ 19″ N, 1° 20′ 35″ E / 42.055313893389°N,1.34297446798624°E  |                                            |                           | Modifica les dades a Wikidata |
|        | Faques                        | masia        | Bassella           |                      |                      | 41° 59′ 41″ N, 1° 18′ 43″ E / 41.9946535302502°N,1.31184308721246°E |                                            |                           | Modifica les dades a Wikidata |
|        | Gavernet                      | masia        | Bassella           |                      |                      | 41° 59′ 50″ N, 1° 20′ 28″ E / 41.997219013903°N,1.3411267040028°E   |                                            |                           | Modifica les dades a Wikidata |
|        | la Codina                     | masia        | Bassella           |                      |                      | 42° 01′ 39″ N, 1° 19′ 20″ E / 42.027565065803°N,1.3222188422769°E   |                                            |                           | Modifica les dades a Wikidata |
|        | la Portella                   | masia        | Bassella           |                      |                      | 41° 57′ 05″ N, 1° 15′ 38″ E / 41.9514952174379°N,1.26056031873326°E |                                            |                           | Modifica les dades a Wikidata |
|        | la Torre                      | masia        | Bassella           |                      |                      | 42° 02′ 10″ N, 1° 20′ 01″ E / 42.0360405627522°N,1.33364141488573°E |                                            |                           | Modifica les dades a Wikidata |
|        | la Vila d'Altès               | masia        | Bassella           |                      |                      | 42° 00′ 22″ N, 1° 19′ 28″ E / 42.0061393417998°N,1.32432716330804°E |                                            |                           | Modifica les dades a Wikidata |
|        | lo Maleno                     | masia        | Bassella           |                      |                      | 41° 58′ 30″ N, 1° 15′ 51″ E / 41.9749127262361°N,1.2642077128406°E  |                                            |                           | Modifica les dades a Wikidata |
|        | Magí                          | masia        | Bassella           |                      |                      | 42° 01′ 08″ N, 1° 19′ 12″ E / 42.0189914347259°N,1.32002819283819°E |                                            |                           | Modifica les dades a Wikidata |
|        | Mas de la Coma                | masia        | Bassella           |                      |                      | 41° 58′ 57″ N, 1° 15′ 47″ E / 41.982554579437°N,1.2630476599154°E   |                                            |                           | Modifica les dades a Wikidata |
|        | Moncunill                     | masia        | Bassella           |                      |                      | 42° 01′ 08″ N, 1° 19′ 06″ E / 42.0187940331434°N,1.31823380821701°E |                                            |                           | Modifica les dades a Wikidata |
|        | Montjuïc                      | masia        | Bassella           |                      |                      | 42° 00′ 20″ N, 1° 19′ 58″ E / 42.0055773141139°N,1.33273420317863°E |                                            |                           | Modifica les dades a Wikidata |
|        | Moraguer                      | masia        | Bassella           |                      |                      | 41° 56′ 31″ N, 1° 14′ 50″ E / 41.9419871694868°N,1.24711507867106°E |                                            |                           | Modifica les dades a Wikidata |
|        | Pampalona                     | masia        | Bassella           |                      |                      | 42° 00′ 34″ N, 1° 20′ 45″ E / 42.0093953528732°N,1.34576105204778°E |                                            |                           | Modifica les dades a Wikidata |
|        | Potrony                       | masia        | Bassella           |                      |                      | 42° 00′ 15″ N, 1° 19′ 44″ E / 42.0040612691119°N,1.32881321235471°E |                                            |                           | Modifica les dades a Wikidata |
|        | Sentcomelles                  | masia        | Bassella           |                      |                      | 42° 01′ 52″ N, 1° 14′ 50″ E / 42.0311332001395°N,1.24726439783114°E |                                            |                           | Modifica les dades a Wikidata |
|        | Tapioles                      | masia        | Bassella           |                      |                      | 42° 01′ 37″ N, 1° 18′ 47″ E / 42.0268398848859°N,1.31293634300724°E |                                            |                           | Modifica les dades a Wikidata |
|        | Vilaplana                     | masia        | Bassella           |                      |                      | 42° 01′ 33″ N, 1° 20′ 57″ E / 42.0257178125802°N,1.34910653329147°E |                                            |                           | Modifica les dades a Wikidata |
|        | Anell                         | masia        | Cabó               |                      |                      | 42° 14′ 48″ N, 1° 11′ 48″ E / 42.2467350769241°N,1.19659211566313°E |                                            |                           | Modifica les dades a Wikidata |
|        | Cal Bollic                    | masia        | Cabó               |                      |                      | 42° 14′ 09″ N, 1° 14′ 48″ E / 42.2358850597697°N,1.24666183728168°E |                                            |                           | Modifica les dades a Wikidata |
|        | Cal Candi                     | masia        | Cabó               |                      |                      | 42° 14′ 16″ N, 1° 14′ 51″ E / 42.2377079949294°N,1.24749607419849°E |                                            |                           | Modifica les dades a Wikidata |
|        | Cal Casanova                  | masia        | Cabó               |                      |                      | 42° 14′ 01″ N, 1° 16′ 13″ E / 42.2334774143015°N,1.27017794630078°E |                                            |                           | Modifica les dades a Wikidata |
|        | Cal Casó                      | masia        | Cabó               |                      |                      | 42° 11′ 12″ N, 1° 15′ 00″ E / 42.1866918142977°N,1.2500082277366°E  |                                            |                           | Modifica les dades a Wikidata |
|        | Cal Disovo                    | masia        | Cabó               |                      |                      | 42° 14′ 15″ N, 1° 14′ 55″ E / 42.2374088402123°N,1.24854661591375°E |                                            |                           | Modifica les dades a Wikidata |
|        | Cal Duric                     | masia        | Cabó               |                      |                      | 42° 13′ 15″ N, 1° 18′ 45″ E / 42.2207144023477°N,1.31237565642257°E |                                            |                           | Modifica les dades a Wikidata |
|        | Cal Graell                    | masia        | Cabó               |                      |                      | 42° 14′ 15″ N, 1° 14′ 49″ E / 42.2374470484091°N,1.24692156868783°E |                                            |                           | Modifica les dades a Wikidata |
|        | Cal Montserrat                | masia        | Cabó               |                      |                      | 42° 14′ 17″ N, 1° 14′ 56″ E / 42.2379532204114°N,1.24881030454484°E |                                            |                           | Modifica les dades a Wikidata |
|        | Cal Perarnau                  | masia        | Cabó               |                      |                      | 42° 14′ 47″ N, 1° 11′ 48″ E / 42.2463056576971°N,1.19677404415736°E |                                            |                           | Modifica les dades a Wikidata |
|        | Cal Peretó                    | masia        | Cabó               |                      |                      | 42° 14′ 50″ N, 1° 11′ 43″ E / 42.2473162751505°N,1.19518161966074°E |                                            |                           | Modifica les dades a Wikidata |
|        | Cal Perutxo                   | masia        | Cabó               |                      |                      | 42° 14′ 51″ N, 1° 11′ 40″ E / 42.2476195117056°N,1.19442145581189°E |                                            |                           | Modifica les dades a Wikidata |
|        | Cal Serni                     | masia        | Cabó               |                      |                      | 42° 13′ 03″ N, 1° 15′ 01″ E / 42.217423191758°N,1.25021378017164°E  |                                            |                           | Modifica les dades a Wikidata |
|        | Cal Simon                     | masia        | Cabó               |                      |                      | 42° 14′ 06″ N, 1° 14′ 46″ E / 42.2349292824168°N,1.24599752696522°E |                                            |                           | Modifica les dades a Wikidata |
|        | Cal Trota                     | masia        | Cabó               |                      |                      | 42° 14′ 19″ N, 1° 15′ 02″ E / 42.2384736694839°N,1.25045628563665°E |                                            |                           | Modifica les dades a Wikidata |
|        | Casa de l'Ametlla             | masia        | Cabó               |                      |                      | 42° 13′ 38″ N, 1° 18′ 04″ E / 42.227188371527°N,1.3011890522942°E   |                                            |                           | Modifica les dades a Wikidata |
|        | Casa Vella del Pui            | masia        | Cabó               |                      |                      | 42° 14′ 40″ N, 1° 13′ 25″ E / 42.2445288336733°N,1.22372041282551°E |                                            |                           | Modifica les dades a Wikidata |
|        | el Corral de Baiximera        | masia        | Cabó               |                      |                      | 42° 14′ 45″ N, 1° 11′ 31″ E / 42.2459692443478°N,1.19199586064433°E |                                            |                           | Modifica les dades a Wikidata |
|        | el Pui                        | masia        | Cabó               |                      |                      | 42° 14′ 22″ N, 1° 13′ 33″ E / 42.239554089032°N,1.225715594295°E    |                                            |                           | Modifica les dades a Wikidata |
|        | Favà                          | masia        | Cabó               |                      |                      | 42° 14′ 51″ N, 1° 12′ 35″ E / 42.247410929637°N,1.2097379288408°E   |                                            |                           | Modifica les dades a Wikidata |
|        | Fontanet                      | masia        | Cabó               |                      |                      | 42° 11′ 49″ N, 1° 19′ 00″ E / 42.1968320980698°N,1.31676600786798°E |                                            |                           | Modifica les dades a Wikidata |
|        | l'Oliva                       | masia        | Cabó               |                      |                      | 42° 13′ 49″ N, 1° 17′ 08″ E / 42.2302949724628°N,1.28554564157134°E |                                            |                           | Modifica les dades a Wikidata |
|        | la Boixedera                  | masia        | Cabó               |                      |                      | 42° 14′ 16″ N, 1° 15′ 37″ E / 42.237775114014°N,1.26018322587515°E  |                                            |                           | Modifica les dades a Wikidata |
|        | la Borda                      | masia        | Cabó               |                      |                      | 42° 14′ 07″ N, 1° 15′ 47″ E / 42.2353219259534°N,1.2629167938596°E  |                                            |                           | Modifica les dades a Wikidata |
|        | la Mata de Callés             | masia        | Cabó               |                      |                      | 42° 16′ 05″ N, 1° 16′ 42″ E / 42.2680649845969°N,1.27828988178677°E |                                            |                           | Modifica les dades a Wikidata |
|        | la Serra                      | masia        | Cabó               |                      |                      | 42° 13′ 40″ N, 1° 12′ 17″ E / 42.2278329891769°N,1.20470381276751°E |                                            |                           | Modifica les dades a Wikidata |
|        | Mas d'Encamp                  | masia        | Cabó               |                      |                      | 42° 15′ 07″ N, 1° 11′ 20″ E / 42.2518650990919°N,1.1889545036773°E  |                                            |                           | Modifica les dades a Wikidata |
|        | Montellà                      | masia        | Cabó               |                      |                      | 42° 13′ 41″ N, 1° 11′ 01″ E / 42.228088142014°N,1.1836259365313°E   |                                            |                           | Modifica les dades a Wikidata |
|        | Redols                        | masia        | Cabó               |                      |                      | 42° 14′ 50″ N, 1° 11′ 36″ E / 42.247178869459°N,1.19331887882146°E  |                                            |                           | Modifica les dades a Wikidata |
|        | Aubàs                         | masia        | Coll de Nargó      |                      |                      | 42° 08′ 45″ N, 1° 16′ 23″ E / 42.145716104147°N,1.2731153129255°E   |                                            |                           | Modifica les dades a Wikidata |
|        | Balinyó                       | masia        | Coll de Nargó      |                      |                      | 42° 10′ 48″ N, 1° 20′ 28″ E / 42.1799322942653°N,1.34117690633006°E |                                            |                           | Modifica les dades a Wikidata |
|        | Bosquet                       | masia        | Coll de Nargó      |                      |                      | 42° 10′ 30″ N, 1° 18′ 46″ E / 42.174918002268°N,1.31291607603879°E  |                                            |                           | Modifica les dades a Wikidata |
|        | Butxaca                       | masia        | Coll de Nargó      |                      |                      | 42° 08′ 20″ N, 1° 14′ 05″ E / 42.13879°N,1.23467°E                  |                                            |                           | Modifica les dades a Wikidata |
|        | Ca l'Agustí                   | masia        | Coll de Nargó      |                      |                      | 42° 07′ 43″ N, 1° 14′ 39″ E / 42.1284773656047°N,1.24413501184092°E |                                            |                           | Modifica les dades a Wikidata |
|        | Ca l'Andreu de Valldarques    | masia        | Coll de Nargó      |                      |                      | 42° 08′ 35″ N, 1° 11′ 56″ E / 42.1431506933321°N,1.19899102833285°E |                                            |                           | Modifica les dades a Wikidata |
|        | Ca l'Aubàs                    | masia        | Coll de Nargó      |                      |                      | 42° 08′ 18″ N, 1° 15′ 52″ E / 42.1384688126164°N,1.26450225776964°E |                                            |                           | Modifica les dades a Wikidata |
|        | Ca l'Estremós                 | masia        | Coll de Nargó      |                      |                      | 42° 11′ 01″ N, 1° 12′ 22″ E / 42.1837082434348°N,1.20612261222053°E |                                            |                           | Modifica les dades a Wikidata |
|        | Ca l'Isidro                   | masia        | Coll de Nargó      |                      |                      | 42° 10′ 29″ N, 1° 14′ 00″ E / 42.1746037881558°N,1.23342770378669°E |                                            |                           | Modifica les dades a Wikidata |
|        | Caborriu                      | masia        | Coll de Nargó      |                      |                      | 42° 08′ 49″ N, 1° 11′ 01″ E / 42.1469434178263°N,1.18364707894386°E |                                            |                           | Modifica les dades a Wikidata |
|        | Cal Barceló                   | masia        | Coll de Nargó      |                      |                      | 42° 07′ 35″ N, 1° 14′ 23″ E / 42.126296731705°N,1.2397685931346°E   |                                            |                           | Modifica les dades a Wikidata |
|        | Cal Benet                     | masia        | Coll de Nargó      |                      |                      | 42° 08′ 15″ N, 1° 12′ 10″ E / 42.1374275678256°N,1.20273491066492°E |                                            |                           | Modifica les dades a Wikidata |
|        | Cal Bertran                   | masia        | Coll de Nargó      |                      |                      | 42° 10′ 47″ N, 1° 14′ 16″ E / 42.1796335846818°N,1.23781615689082°E |                                            |                           | Modifica les dades a Wikidata |
|        | Cal Boix                      | masia        | Coll de Nargó      |                      |                      | 42° 10′ 59″ N, 1° 12′ 18″ E / 42.1831702226871°N,1.20512067662962°E |                                            |                           | Modifica les dades a Wikidata |
|        | Cal Borrell                   | masia        | Coll de Nargó      |                      |                      | 42° 11′ 53″ N, 1° 15′ 15″ E / 42.1980759868746°N,1.25418754258545°E |                                            |                           | Modifica les dades a Wikidata |
|        | Cal Bossa                     | masia        | Coll de Nargó      |                      |                      | 42° 08′ 48″ N, 1° 12′ 54″ E / 42.146627618036°N,1.2150016104015°E   |                                            |                           | Modifica les dades a Wikidata |
|        | Cal Brio                      | masia        | Coll de Nargó      |                      |                      | 42° 06′ 16″ N, 1° 11′ 25″ E / 42.1043325960356°N,1.19027019127968°E |                                            |                           | Modifica les dades a Wikidata |
|        | Cal Codina                    | masia        | Coll de Nargó      |                      |                      | 42° 08′ 53″ N, 1° 11′ 49″ E / 42.1479181486672°N,1.19690740313753°E |                                            |                           | Modifica les dades a Wikidata |
|        | Cal Corredor                  | masia        | Coll de Nargó      |                      |                      | 42° 08′ 35″ N, 1° 13′ 31″ E / 42.1429681292502°N,1.22541324269224°E |                                            |                           | Modifica les dades a Wikidata |
|        | Cal Doble                     | masia        | Coll de Nargó      |                      |                      | 42° 12′ 32″ N, 1° 11′ 17″ E / 42.2089217790486°N,1.18817117879333°E |                                            |                           | Modifica les dades a Wikidata |
|        | Cal Driana                    | masia        | Coll de Nargó      |                      |                      | 42° 10′ 51″ N, 1° 13′ 06″ E / 42.1807100255892°N,1.21830373647286°E |                                            |                           | Modifica les dades a Wikidata |
|        | Cal Fangueró                  | masia        | Coll de Nargó      |                      |                      | 42° 11′ 33″ N, 1° 11′ 58″ E / 42.1925087178658°N,1.199333918186°E   |                                            |                           | Modifica les dades a Wikidata |
|        | Cal Farines                   | masia        | Coll de Nargó      |                      |                      | 42° 12′ 29″ N, 1° 10′ 38″ E / 42.2081817799662°N,1.17727789990211°E |                                            |                           | Modifica les dades a Wikidata |
|        | Cal Felícia                   | masia        | Coll de Nargó      |                      |                      | 42° 08′ 50″ N, 1° 11′ 32″ E / 42.1471880801791°N,1.19229304335322°E |                                            |                           | Modifica les dades a Wikidata |
|        | Cal Fernando                  | masia        | Coll de Nargó      |                      |                      | 42° 12′ 29″ N, 1° 11′ 00″ E / 42.2080888101829°N,1.18333740748169°E |                                            |                           | Modifica les dades a Wikidata |
|        | Cal Fontanet                  | masia        | Coll de Nargó      |                      |                      | 42° 10′ 29″ N, 1° 13′ 50″ E / 42.1747835052532°N,1.23048061779306°E |                                            |                           | Modifica les dades a Wikidata |
|        | Cal Frare                     | masia        | Coll de Nargó      |                      |                      | 42° 07′ 01″ N, 1° 13′ 27″ E / 42.117052356679°N,1.2242994434542°E   |                                            |                           | Modifica les dades a Wikidata |
|        | Cal Gramós                    | masia        | Coll de Nargó      |                      |                      | 42° 10′ 22″ N, 1° 14′ 25″ E / 42.1729156234619°N,1.24019407326034°E |                                            |                           | Modifica les dades a Wikidata |
|        | Cal Guitona                   | masia        | Coll de Nargó      |                      |                      | 42° 09′ 34″ N, 1° 11′ 03″ E / 42.1595171493875°N,1.18430418293327°E |                                            |                           | Modifica les dades a Wikidata |
|        | Cal Guàrdia                   | masia        | Coll de Nargó      | 1124                 |                      | 42° 11′ 51″ N, 1° 15′ 15″ E / 42.1976°N,1.2541°E                    |                                            |                           | Modifica les dades a Wikidata |
|        | Cal Joan                      | masia        | Coll de Nargó      |                      |                      | 42° 12′ 18″ N, 1° 10′ 32″ E / 42.2049112978871°N,1.17549441919034°E |                                            |                           | Modifica les dades a Wikidata |
|        | Cal Llangonissa               | masia        | Coll de Nargó      |                      |                      | 42° 11′ 40″ N, 1° 12′ 49″ E / 42.1943338985333°N,1.21353680430921°E |                                            |                           | Modifica les dades a Wikidata |
|        | Cal Magí                      | masia        | Coll de Nargó      |                      |                      | 42° 12′ 13″ N, 1° 10′ 16″ E / 42.203571885925°N,1.1710046177262°E   |                                            |                           | Modifica les dades a Wikidata |
|        | Cal Manel                     | masia        | Coll de Nargó      |                      |                      | 42° 10′ 14″ N, 1° 12′ 36″ E / 42.1704480255938°N,1.20993569964164°E |                                            |                           | Modifica les dades a Wikidata |
|        | Cal Manso                     | masia        | Coll de Nargó      |                      |                      | 42° 07′ 12″ N, 1° 11′ 30″ E / 42.1200323307403°N,1.19155323489084°E |                                            |                           | Modifica les dades a Wikidata |
|        | Cal Marcó                     | masia        | Coll de Nargó      |                      |                      | 42° 08′ 31″ N, 1° 16′ 01″ E / 42.1419275484916°N,1.26691270540438°E |                                            |                           | Modifica les dades a Wikidata |
|        | Cal Margó                     | masia        | Coll de Nargó      |                      |                      | 42° 11′ 43″ N, 1° 12′ 18″ E / 42.1952988691619°N,1.20497119373592°E |                                            |                           | Modifica les dades a Wikidata |
|        | Cal Martí                     | masia        | Coll de Nargó      |                      |                      | 42° 09′ 05″ N, 1° 12′ 46″ E / 42.1513187702658°N,1.21278661127237°E |                                            |                           | Modifica les dades a Wikidata |
|        | Cal Moixó                     | masia        | Coll de Nargó      |                      |                      | 42° 10′ 32″ N, 1° 13′ 55″ E / 42.1754360492351°N,1.23191531678825°E |                                            |                           | Modifica les dades a Wikidata |
|        | Cal Morró                     | masia        | Coll de Nargó      |                      |                      | 42° 08′ 20″ N, 1° 14′ 39″ E / 42.138973850136°N,1.2442575888659°E   |                                            |                           | Modifica les dades a Wikidata |
|        | Cal Músic                     | masia        | Coll de Nargó      |                      |                      | 42° 09′ 21″ N, 1° 17′ 02″ E / 42.1558822163515°N,1.28397341922823°E |                                            |                           | Modifica les dades a Wikidata |
|        | Cal Nas                       | masia        | Coll de Nargó      |                      |                      | 42° 12′ 06″ N, 1° 10′ 36″ E / 42.2016324387997°N,1.17658200404418°E |                                            |                           | Modifica les dades a Wikidata |
|        | Cal Neu                       | masia        | Coll de Nargó      |                      |                      | 42° 09′ 11″ N, 1° 15′ 23″ E / 42.1529183735339°N,1.25644613028478°E |                                            |                           | Modifica les dades a Wikidata |
|        | Cal Paleta                    | masia        | Coll de Nargó      |                      |                      | 42° 12′ 26″ N, 1° 11′ 04″ E / 42.2071047587569°N,1.18432257654438°E |                                            |                           | Modifica les dades a Wikidata |
|        | Cal Paulí                     | masia        | Coll de Nargó      |                      |                      | 42° 11′ 12″ N, 1° 12′ 20″ E / 42.1867780107896°N,1.2054666474438°E  |                                            |                           | Modifica les dades a Wikidata |
|        | Cal Peixa                     | masia        | Coll de Nargó      |                      |                      | 42° 07′ 42″ N, 1° 13′ 56″ E / 42.1283217870282°N,1.23224650286997°E |                                            |                           | Modifica les dades a Wikidata |
|        | Cal Perill                    | masia        | Coll de Nargó      |                      |                      | 42° 07′ 20″ N, 1° 11′ 29″ E / 42.1222705830706°N,1.19128391281186°E |                                            |                           | Modifica les dades a Wikidata |
|        | Cal Perot                     | masia        | Coll de Nargó      |                      |                      | 42° 11′ 48″ N, 1° 13′ 33″ E / 42.1965891102139°N,1.22596021967529°E |                                            |                           | Modifica les dades a Wikidata |
|        | Cal Pitaó                     | masia        | Coll de Nargó      |                      |                      | 42° 07′ 34″ N, 1° 13′ 35″ E / 42.12609183283°N,1.2264665349081°E    |                                            |                           | Modifica les dades a Wikidata |
|        | Cal Ponçó                     | masia        | Coll de Nargó      |                      |                      | 42° 11′ 38″ N, 1° 12′ 48″ E / 42.1937613048568°N,1.21320171726552°E |                                            |                           | Modifica les dades a Wikidata |
|        | Cal Quim de la Rosa           | masia        | Coll de Nargó      |                      |                      | 42° 06′ 23″ N, 1° 11′ 54″ E / 42.1064144750775°N,1.19837460181614°E |                                            |                           | Modifica les dades a Wikidata |
|        | Cal Reboller                  | masia        | Coll de Nargó      |                      |                      | 42° 08′ 35″ N, 1° 10′ 22″ E / 42.1430329960594°N,1.17275885662209°E |                                            |                           | Modifica les dades a Wikidata |
|        | Cal Rella                     | masia        | Coll de Nargó      | 1087.3               |                      | 42° 05′ 50″ N, 1° 12′ 18″ E / 42.0971°N,1.20489°E                   |                                            |                           | Modifica les dades a Wikidata |
|        | Cal Roi                       | masia        | Coll de Nargó      |                      |                      | 42° 12′ 33″ N, 1° 11′ 25″ E / 42.209280269175°N,1.1902219433925°E   |                                            |                           | Modifica les dades a Wikidata |
|        | Cal Salera                    | masia        | Coll de Nargó      |                      |                      | 42° 06′ 37″ N, 1° 13′ 46″ E / 42.11017855155°N,1.22958196395482°E   |                                            |                           | Modifica les dades a Wikidata |
|        | Cal Salider                   | masia        | Coll de Nargó      |                      |                      | 42° 10′ 10″ N, 1° 18′ 12″ E / 42.1693904615255°N,1.30329317598481°E |                                            |                           | Modifica les dades a Wikidata |
|        | Cal Sastre                    | masia        | Coll de Nargó      |                      |                      | 42° 08′ 58″ N, 1° 13′ 11″ E / 42.149403415815°N,1.2197645486611°E   |                                            |                           | Modifica les dades a Wikidata |
|        | Cal Seixanta                  | masia        | Coll de Nargó      |                      |                      | 42° 06′ 04″ N, 1° 11′ 49″ E / 42.1010864436458°N,1.19688080178087°E |                                            |                           | Modifica les dades a Wikidata |
|        | Cal Tambaló                   | masia        | Coll de Nargó      |                      |                      | 42° 10′ 21″ N, 1° 14′ 17″ E / 42.1725065060799°N,1.23818356437548°E |                                            |                           | Modifica les dades a Wikidata |
|        | Cal Tomàs                     | masia        | Coll de Nargó      |                      |                      | 42° 10′ 21″ N, 1° 14′ 23″ E / 42.1724492716125°N,1.23973483598762°E |                                            |                           | Modifica les dades a Wikidata |
|        | Cal Torrades                  | masia        | Coll de Nargó      |                      |                      | 42° 08′ 48″ N, 1° 11′ 43″ E / 42.1466672466944°N,1.195248638972°E   |                                            |                           | Modifica les dades a Wikidata |
|        | Cal Tossal                    | masia        | Coll de Nargó      |                      |                      | 42° 10′ 27″ N, 1° 14′ 12″ E / 42.1741497673924°N,1.23669718449425°E |                                            |                           | Modifica les dades a Wikidata |
|        | Cal Traio                     | masia        | Coll de Nargó      |                      |                      | 42° 09′ 59″ N, 1° 19′ 03″ E / 42.1663741912241°N,1.31740440130845°E |                                            |                           | Modifica les dades a Wikidata |
|        | Cal Xic                       | masia        | Coll de Nargó      |                      |                      | 42° 11′ 33″ N, 1° 13′ 32″ E / 42.19243168064°N,1.22559209393562°E   |                                            |                           | Modifica les dades a Wikidata |
|        | Can Galan                     | masia        | Coll de Nargó      |                      |                      | 42° 07′ 02″ N, 1° 13′ 08″ E / 42.1172446379742°N,1.21887350088124°E |                                            |                           | Modifica les dades a Wikidata |
|        | Carreu                        | masia        | Coll de Nargó      |                      |                      | 42° 06′ 16″ N, 1° 10′ 38″ E / 42.1045395967961°N,1.17717868443621°E |                                            |                           | Modifica les dades a Wikidata |
|        | Casa de Coll                  | masia        | Coll de Nargó      |                      |                      | 42° 07′ 44″ N, 1° 17′ 28″ E / 42.1288266511884°N,1.29111631096404°E |                                            |                           | Modifica les dades a Wikidata |
|        | Casa de la Pera               | masia        | Coll de Nargó      |                      |                      | 42° 10′ 48″ N, 1° 12′ 22″ E / 42.179894°N,1.206187°E                | bé integrant del patrimoni cultural català |                           | Modifica les dades a Wikidata |
|        | Casa del Coll de la Mola      | masia        | Coll de Nargó      |                      |                      | 42° 09′ 37″ N, 1° 11′ 50″ E / 42.1603426874936°N,1.19724455116445°E |                                            |                           | Modifica les dades a Wikidata |
|        | Cases                         | masia        | Coll de Nargó      |                      |                      | 42° 10′ 36″ N, 1° 16′ 53″ E / 42.1767732437895°N,1.28137447082011°E |                                            |                           | Modifica les dades a Wikidata |
|        | el Barró                      | masia        | Coll de Nargó      |                      |                      | 42° 11′ 07″ N, 1° 15′ 49″ E / 42.185197897158°N,1.2635644439714°E   |                                            |                           | Modifica les dades a Wikidata |
|        | el Casó                       | masia        | Coll de Nargó      |                      |                      | 42° 11′ 05″ N, 1° 12′ 20″ E / 42.1847004543496°N,1.20564651304372°E |                                            |                           | Modifica les dades a Wikidata |
|        | el Cebre                      | masia        | Coll de Nargó      |                      |                      | 42° 09′ 10″ N, 1° 12′ 40″ E / 42.15287244851°N,1.2111951838055°E    |                                            |                           | Modifica les dades a Wikidata |
|        | el Malpàs                     | masia        | Coll de Nargó      |                      |                      | 42° 08′ 05″ N, 1° 12′ 38″ E / 42.1346317411884°N,1.21054566941011°E |                                            |                           | Modifica les dades a Wikidata |
|        | el Moliner                    | masia        | Coll de Nargó      |                      |                      | 42° 09′ 54″ N, 1° 17′ 31″ E / 42.1649011889297°N,1.2920824262625°E  |                                            |                           | Modifica les dades a Wikidata |
|        | el Palau                      | masia        | Coll de Nargó      |                      |                      | 42° 10′ 43″ N, 1° 20′ 30″ E / 42.1784981787427°N,1.34165029086022°E |                                            |                           | Modifica les dades a Wikidata |
|        | el Paller del Coll de la Mola | masia        | Coll de Nargó      |                      |                      | 42° 09′ 33″ N, 1° 12′ 00″ E / 42.1591253595081°N,1.2000146933574°E  |                                            |                           | Modifica les dades a Wikidata |
|        | el Pitarell                   | masia        | Coll de Nargó      |                      |                      | 42° 12′ 30″ N, 1° 15′ 03″ E / 42.208419368322°N,1.2508147422688°E   |                                            |                           | Modifica les dades a Wikidata |
|        | el Planell                    | masia        | Coll de Nargó      |                      |                      | 42° 09′ 00″ N, 1° 12′ 32″ E / 42.150134107184°N,1.2088518104225°E   |                                            |                           | Modifica les dades a Wikidata |
|        | el Pui                        | masia        | Coll de Nargó      |                      |                      | 42° 10′ 48″ N, 1° 16′ 24″ E / 42.179942786039°N,1.2733948622188°E   |                                            |                           | Modifica les dades a Wikidata |
|        | el Pujol                      | masia        | Coll de Nargó      |                      |                      | 42° 10′ 38″ N, 1° 19′ 36″ E / 42.177131191154°N,1.3267453155512°E   |                                            |                           | Modifica les dades a Wikidata |
|        | els Solans de Fumanya         | masia        | Coll de Nargó      |                      |                      | 42° 09′ 27″ N, 1° 14′ 51″ E / 42.1574737457715°N,1.24747299318044°E |                                            |                           | Modifica les dades a Wikidata |
|        | els Vilars                    | masia        | Coll de Nargó      |                      |                      | 42° 09′ 29″ N, 1° 12′ 56″ E / 42.1581539651756°N,1.21565658178812°E |                                            |                           | Modifica les dades a Wikidata |
|        | Fenollet                      | masia        | Coll de Nargó      |                      |                      | 42° 12′ 14″ N, 1° 16′ 45″ E / 42.2039126815498°N,1.27927015010769°E |                                            |                           | Modifica les dades a Wikidata |
|        | Gabandé                       | masia        | Coll de Nargó      |                      |                      | 42° 06′ 20″ N, 1° 11′ 55″ E / 42.1056423879965°N,1.1985295046034°E  |                                            |                           | Modifica les dades a Wikidata |
|        | Galleuda                      | masia        | Coll de Nargó      |                      |                      | 42° 07′ 56″ N, 1° 11′ 07″ E / 42.1321352561536°N,1.18520768529415°E |                                            |                           | Modifica les dades a Wikidata |
|        | l'Oliva                       | masia        | Coll de Nargó      |                      |                      | 42° 09′ 21″ N, 1° 16′ 54″ E / 42.1559720214208°N,1.28155023634391°E |                                            |                           | Modifica les dades a Wikidata |
|        | la Coromina                   | masia        | Coll de Nargó      |                      |                      | 42° 07′ 54″ N, 1° 09′ 35″ E / 42.1315306521255°N,1.15969595867413°E |                                            |                           | Modifica les dades a Wikidata |
|        | la Farinera                   | masia        | Coll de Nargó      |                      |                      | 42° 09′ 44″ N, 1° 18′ 49″ E / 42.1621752790231°N,1.31358156749549°E |                                            |                           | Modifica les dades a Wikidata |
|        | la Malesa                     | masia        | Coll de Nargó      |                      |                      | 42° 06′ 31″ N, 1° 13′ 00″ E / 42.108475385754°N,1.21672433374127°E  |                                            |                           | Modifica les dades a Wikidata |
|        | la Moixella                   | masia        | Coll de Nargó      |                      |                      | 42° 05′ 26″ N, 1° 12′ 29″ E / 42.090683262636°N,1.2081076693119°E   |                                            |                           | Modifica les dades a Wikidata |
|        | la Pegatera                   | masia        | Coll de Nargó      |                      |                      | 42° 09′ 13″ N, 1° 11′ 16″ E / 42.1535208743078°N,1.18782823592664°E |                                            |                           | Modifica les dades a Wikidata |
|        | la Torre                      | masia        | Coll de Nargó      |                      |                      | 42° 11′ 05″ N, 1° 10′ 35″ E / 42.184745445748°N,1.1763911821985°E   |                                            |                           | Modifica les dades a Wikidata |
|        | la Vinya                      | masia        | Coll de Nargó      |                      |                      | 42° 05′ 15″ N, 1° 10′ 28″ E / 42.087449135883°N,1.1743451575612°E   |                                            |                           | Modifica les dades a Wikidata |
|        | la Xosa                       | masia        | Coll de Nargó      |                      |                      | 42° 10′ 56″ N, 1° 10′ 48″ E / 42.1822712736604°N,1.18008101541204°E |                                            |                           | Modifica les dades a Wikidata |
|        | les Comes                     | masia        | Coll de Nargó      |                      |                      | 42° 06′ 50″ N, 1° 11′ 52″ E / 42.113936924037°N,1.1977760979476°E   |                                            |                           | Modifica les dades a Wikidata |
|        | les Vinyetes                  | masia        | Coll de Nargó      |                      |                      | 42° 10′ 27″ N, 1° 13′ 03″ E / 42.1740867436085°N,1.21747270029473°E |                                            |                           | Modifica les dades a Wikidata |
|        | Maçana                        | masia        | Coll de Nargó      |                      |                      | 42° 08′ 58″ N, 1° 17′ 24″ E / 42.1493332792045°N,1.28989905954838°E |                                            |                           | Modifica les dades a Wikidata |
|        | Pera-rua                      | masia        | Coll de Nargó      |                      |                      | 42° 08′ 39″ N, 1° 10′ 09″ E / 42.144102699012°N,1.1690874569991°E   |                                            |                           | Modifica les dades a Wikidata |
|        | Pinyes                        | masia        | Coll de Nargó      |                      |                      | 42° 10′ 14″ N, 1° 14′ 45″ E / 42.170518242027°N,1.2458064955254°E   |                                            |                           | Modifica les dades a Wikidata |
|        | Puigjoan                      | masia        | Coll de Nargó      |                      |                      | 42° 09′ 04″ N, 1° 12′ 08″ E / 42.1511634819605°N,1.20227363574341°E |                                            |                           | Modifica les dades a Wikidata |
|        | Remolins                      | masia        | Coll de Nargó      |                      |                      | 42° 08′ 27″ N, 1° 13′ 59″ E / 42.1409526379133°N,1.23311729665395°E |                                            |                           | Modifica les dades a Wikidata |
|        | Santaeulàlia                  | masia        | Coll de Nargó      |                      |                      | 42° 10′ 18″ N, 1° 15′ 33″ E / 42.171621285072°N,1.2590933028229°E   |                                            |                           | Modifica les dades a Wikidata |
|        | Serradarques                  | masia        | Coll de Nargó      |                      |                      | 42° 08′ 26″ N, 1° 15′ 17″ E / 42.1405558500617°N,1.25484929556925°E |                                            |                           | Modifica les dades a Wikidata |
|        | Sobre-roca                    | masia        | Coll de Nargó      |                      |                      | 42° 08′ 49″ N, 1° 14′ 08″ E / 42.1468268133515°N,1.23560424976601°E |                                            |                           | Modifica les dades a Wikidata |
|        | Solans                        | masia        | Coll de Nargó      |                      |                      | 42° 08′ 32″ N, 1° 14′ 30″ E / 42.1423541004129°N,1.24168224106396°E |                                            |                           | Modifica les dades a Wikidata |
|        | Toneta                        | masia        | Coll de Nargó      |                      |                      | 42° 10′ 52″ N, 1° 13′ 25″ E / 42.1811967884463°N,1.22355728804822°E |                                            |                           | Modifica les dades a Wikidata |
|        | Torriella                     | masia        | Coll de Nargó      |                      |                      | 42° 09′ 19″ N, 1° 16′ 09″ E / 42.1551750377518°N,1.26927452209728°E |                                            |                           | Modifica les dades a Wikidata |
|        | Vilars                        | masia        | Coll de Nargó      |                      |                      | 42° 10′ 29″ N, 1° 13′ 57″ E / 42.174814878117°N,1.2323697683588°E   |                                            |                           | Modifica les dades a Wikidata |
|        | Aïnat                         | masia        | Fígols i Alinyà    |                      |                      | 42° 13′ 07″ N, 1° 23′ 45″ E / 42.218646172429°N,1.3959204043948°E   |                                            |                           | Modifica les dades a Wikidata |
|        | Bertró                        | masia        | Fígols i Alinyà    |                      |                      | 42° 12′ 28″ N, 1° 26′ 02″ E / 42.2076403468761°N,1.43381236695853°E |                                            |                           | Modifica les dades a Wikidata |
|        | Ca l'Andreu                   | masia        | Fígols i Alinyà    |                      |                      | 42° 12′ 49″ N, 1° 25′ 08″ E / 42.2136853180969°N,1.41885859159875°E |                                            |                           | Modifica les dades a Wikidata |
|        | Ca l'Ofegat                   | masia        | Fígols i Alinyà    |                      |                      | 42° 10′ 32″ N, 1° 22′ 59″ E / 42.1756404813285°N,1.38308447561426°E |                                            |                           | Modifica les dades a Wikidata |
|        | Cal Befo                      | masia        | Fígols i Alinyà    |                      |                      | 42° 10′ 35″ N, 1° 23′ 12″ E / 42.1764644913626°N,1.3865989439336°E  |                                            |                           | Modifica les dades a Wikidata |
|        | Cal Casalet                   | masia        | Fígols i Alinyà    |                      |                      | 42° 09′ 43″ N, 1° 24′ 09″ E / 42.1620166743195°N,1.40253317427998°E |                                            |                           | Modifica les dades a Wikidata |
|        | Cal Caubet                    | masia        | Fígols i Alinyà    |                      |                      | 42° 11′ 19″ N, 1° 26′ 17″ E / 42.1886408710137°N,1.43801148250824°E |                                            |                           | Modifica les dades a Wikidata |
|        | Cal Celso                     | masia        | Fígols i Alinyà    |                      |                      | 42° 10′ 46″ N, 1° 25′ 26″ E / 42.1795758515163°N,1.42382568852847°E |                                            |                           | Modifica les dades a Wikidata |
|        | Cal Cigala                    | masia        | Fígols i Alinyà    |                      |                      | 42° 10′ 34″ N, 1° 23′ 10″ E / 42.1762320988794°N,1.38608422088546°E |                                            |                           | Modifica les dades a Wikidata |
|        | Cal Curt                      | masia        | Fígols i Alinyà    |                      |                      | 42° 10′ 30″ N, 1° 22′ 53″ E / 42.1750115154351°N,1.38127227237702°E |                                            |                           | Modifica les dades a Wikidata |
|        | Cal Fiter                     | masia        | Fígols i Alinyà    |                      |                      | 42° 09′ 56″ N, 1° 23′ 46″ E / 42.165513054022°N,1.3960531407305°E   |                                            |                           | Modifica les dades a Wikidata |
|        | Cal Funfonda                  | masia        | Fígols i Alinyà    |                      |                      | 42° 13′ 08″ N, 1° 21′ 01″ E / 42.2189952844491°N,1.35019866725699°E |                                            |                           | Modifica les dades a Wikidata |
|        | Cal Galtanegra                | masia        | Fígols i Alinyà    |                      |                      | 42° 11′ 06″ N, 1° 26′ 34″ E / 42.18506957744°N,1.4427850501464°E    |                                            |                           | Modifica les dades a Wikidata |
|        | Cal Gilet                     | masia        | Fígols i Alinyà    |                      |                      | 42° 11′ 24″ N, 1° 26′ 19″ E / 42.1899997306011°N,1.4385956486592°E  |                                            |                           | Modifica les dades a Wikidata |
|        | Cal Gili                      | masia        | Fígols i Alinyà    |                      |                      | 42° 09′ 26″ N, 1° 23′ 40″ E / 42.157123116657°N,1.39455866090879°E  |                                            |                           | Modifica les dades a Wikidata |
|        | Cal Graell                    | masia        | Fígols i Alinyà    |                      |                      | 42° 11′ 13″ N, 1° 26′ 13″ E / 42.1869339557135°N,1.43699996182109°E |                                            |                           | Modifica les dades a Wikidata |
|        | Cal Gravet                    | masia        | Fígols i Alinyà    |                      |                      | 42° 11′ 30″ N, 1° 26′ 21″ E / 42.1916270302038°N,1.43905212618145°E |                                            |                           | Modifica les dades a Wikidata |
|        | Cal Joanruc                   | masia        | Fígols i Alinyà    |                      |                      | 42° 12′ 39″ N, 1° 24′ 38″ E / 42.2108669305398°N,1.41042463183928°E |                                            |                           | Modifica les dades a Wikidata |
|        | Cal Jornetó                   | masia        | Fígols i Alinyà    |                      |                      | 42° 10′ 33″ N, 1° 23′ 02″ E / 42.1758504835934°N,1.38392665934188°E |                                            |                           | Modifica les dades a Wikidata |
|        | Cal Minguet                   | masia        | Fígols i Alinyà    |                      |                      | 42° 10′ 32″ N, 1° 23′ 03″ E / 42.1756835228659°N,1.38422149370624°E |                                            |                           | Modifica les dades a Wikidata |
|        | Cal Mosqueta                  | masia        | Fígols i Alinyà    | 885                  |                      | 42° 13′ 09″ N, 1° 20′ 54″ E / 42.219215°N,1.34839°E                 |                                            |                           | Modifica les dades a Wikidata |
|        | Cal Pauqueta                  | masia        | Fígols i Alinyà    |                      |                      | 42° 10′ 55″ N, 1° 25′ 43″ E / 42.1820295698698°N,1.42871724880836°E |                                            |                           | Modifica les dades a Wikidata |
|        | Cal Pelegrí                   | masia        | Fígols i Alinyà    |                      |                      | 42° 10′ 48″ N, 1° 25′ 12″ E / 42.179894012961°N,1.42011260545862°E  |                                            |                           | Modifica les dades a Wikidata |
|        | Cal Penya                     | masia        | Fígols i Alinyà    |                      |                      | 42° 11′ 10″ N, 1° 23′ 19″ E / 42.1860736003214°N,1.38849797210508°E |                                            |                           | Modifica les dades a Wikidata |
|        | Cal Pere Miquel               | masia        | Fígols i Alinyà    |                      |                      | 42° 09′ 16″ N, 1° 23′ 14″ E / 42.1544965640331°N,1.3870845397577°E  |                                            |                           | Modifica les dades a Wikidata |
|        | Cal Pisca                     | masia        | Fígols i Alinyà    |                      |                      | 42° 10′ 51″ N, 1° 25′ 08″ E / 42.1807341151149°N,1.41898980534792°E |                                            |                           | Modifica les dades a Wikidata |
|        | Cal Pota                      | masia        | Fígols i Alinyà    |                      |                      | 42° 10′ 33″ N, 1° 23′ 09″ E / 42.1759394101417°N,1.38576475802961°E |                                            |                           | Modifica les dades a Wikidata |
|        | Cal Puit                      | masia        | Fígols i Alinyà    |                      |                      | 42° 10′ 38″ N, 1° 25′ 17″ E / 42.1770919199655°N,1.42133262086965°E |                                            |                           | Modifica les dades a Wikidata |
|        | Cal Quirze                    | masia        | Fígols i Alinyà    |                      |                      | 42° 11′ 11″ N, 1° 26′ 46″ E / 42.1863472328435°N,1.44618144129348°E |                                            |                           | Modifica les dades a Wikidata |
|        | Cal Remellat                  | masia        | Fígols i Alinyà    |                      |                      | 42° 10′ 24″ N, 1° 22′ 53″ E / 42.173411507213°N,1.3813250638338°E   |                                            |                           | Modifica les dades a Wikidata |
|        | Cal Roqueta                   | masia        | Fígols i Alinyà    |                      |                      | 42° 10′ 51″ N, 1° 21′ 15″ E / 42.18093829421°N,1.35411889975951°E   |                                            |                           | Modifica les dades a Wikidata |
|        | Cal Saboner                   | masia        | Fígols i Alinyà    |                      |                      | 42° 10′ 30″ N, 1° 22′ 54″ E / 42.1749170962426°N,1.38160158208449°E |                                            |                           | Modifica les dades a Wikidata |
|        | Cal Tomàs                     | masia        | Fígols i Alinyà    |                      |                      | 42° 10′ 39″ N, 1° 23′ 23″ E / 42.1776264247764°N,1.38981433914313°E |                                            |                           | Modifica les dades a Wikidata |
|        | Cal Travesset                 | masia        | Fígols i Alinyà    |                      |                      | 42° 10′ 30″ N, 1° 24′ 46″ E / 42.1749038149701°N,1.41287549803463°E |                                            |                           | Modifica les dades a Wikidata |
|        | Codonyes                      | masia        | Fígols i Alinyà    |                      |                      | 42° 12′ 10″ N, 1° 21′ 34″ E / 42.2028884811845°N,1.35932697019964°E |                                            |                           | Modifica les dades a Wikidata |
|        | Cortassa                      | masia        | Fígols i Alinyà    |                      |                      | 42° 13′ 04″ N, 1° 23′ 58″ E / 42.217796666643°N,1.3995765738087°E   |                                            |                           | Modifica les dades a Wikidata |
|        | el Bast                       | masia        | Fígols i Alinyà    |                      |                      | 42° 09′ 56″ N, 1° 23′ 44″ E / 42.1654778938099°N,1.39564269585405°E |                                            |                           | Modifica les dades a Wikidata |
|        | Escales                       | masia        | Fígols i Alinyà    |                      |                      | 42° 13′ 14″ N, 1° 20′ 11″ E / 42.220501439979°N,1.336504812973°E    |                                            |                           | Modifica les dades a Wikidata |
|        | Escales de Dalt               | masia        | Fígols i Alinyà    |                      |                      | 42° 13′ 10″ N, 1° 20′ 15″ E / 42.2194617424324°N,1.33759805243776°E |                                            |                           | Modifica les dades a Wikidata |
|        | Fontanella                    | masia        | Fígols i Alinyà    |                      |                      | 42° 15′ 20″ N, 1° 20′ 21″ E / 42.255663522093°N,1.3392176042817°E   |                                            |                           | Modifica les dades a Wikidata |
|        | l'Hostal del Bertran          | masia        | Fígols i Alinyà    |                      |                      | 42° 10′ 33″ N, 1° 21′ 02″ E / 42.1758967459435°N,1.35048419404938°E |                                            |                           | Modifica les dades a Wikidata |
|        | l'Hostal Nou                  | masia        | Fígols i Alinyà    |                      |                      | 42° 14′ 49″ N, 1° 20′ 50″ E / 42.247052549691°N,1.34733426224863°E  |                                            |                           | Modifica les dades a Wikidata |
|        | la Boadella                   | masia        | Fígols i Alinyà    |                      |                      | 42° 12′ 24″ N, 1° 21′ 13″ E / 42.2067436782364°N,1.3537155398371°E  |                                            |                           | Modifica les dades a Wikidata |
|        | la Casanova                   | masia        | Fígols i Alinyà    |                      |                      | 42° 11′ 29″ N, 1° 26′ 24″ E / 42.191387135168°N,1.43995421721909°E  |                                            |                           | Modifica les dades a Wikidata |
|        | la Costa                      | masia        | Fígols i Alinyà    |                      |                      | 42° 12′ 19″ N, 1° 20′ 43″ E / 42.205319889501°N,1.3453824512931°E   |                                            |                           | Modifica les dades a Wikidata |
|        | la Nou                        | masia        | Fígols i Alinyà    |                      |                      | 42° 12′ 27″ N, 1° 21′ 39″ E / 42.2075489124609°N,1.36089015062545°E |                                            |                           | Modifica les dades a Wikidata |
|        | la Sala                       | masia        | Fígols i Alinyà    |                      |                      | 42° 12′ 33″ N, 1° 21′ 40″ E / 42.209146949998°N,1.3610305738379°E   |                                            |                           | Modifica les dades a Wikidata |
|        | la Serra                      | masia        | Fígols i Alinyà    |                      |                      | 42° 12′ 17″ N, 1° 21′ 49″ E / 42.204680249554°N,1.3635686647584°E   |                                            |                           | Modifica les dades a Wikidata |
|        | les Casanoves                 | masia        | Fígols i Alinyà    |                      |                      | 42° 12′ 43″ N, 1° 21′ 01″ E / 42.2118439197512°N,1.35015466266705°E |                                            |                           | Modifica les dades a Wikidata |
|        | Mas d'en Jaume                | masia        | Fígols i Alinyà    |                      |                      | 42° 11′ 02″ N, 1° 25′ 42″ E / 42.1838870509524°N,1.42822320477959°E |                                            |                           | Modifica les dades a Wikidata |
|        | Nidola                        | masia        | Fígols i Alinyà    |                      |                      | 42° 11′ 28″ N, 1° 24′ 13″ E / 42.1912393175664°N,1.40368661433859°E |                                            |                           | Modifica les dades a Wikidata |
|        | Ribatell                      | masia        | Fígols i Alinyà    |                      |                      | 42° 11′ 12″ N, 1° 25′ 46″ E / 42.186688590754°N,1.4294247228739°E   |                                            |                           | Modifica les dades a Wikidata |
|        | Santpere                      | masia        | Fígols i Alinyà    |                      |                      | 42° 11′ 02″ N, 1° 22′ 23″ E / 42.183910078633°N,1.37304107923851°E  |                                            |                           | Modifica les dades a Wikidata |
|        | Sorteta                       | masia        | Fígols i Alinyà    |                      |                      | 42° 10′ 38″ N, 1° 25′ 22″ E / 42.1773531513647°N,1.42264588802514°E |                                            |                           | Modifica les dades a Wikidata |
|        | Voltrera                      | masia        | Fígols i Alinyà    |                      |                      | 42° 09′ 43″ N, 1° 23′ 01″ E / 42.1619679426094°N,1.38362640286774°E |                                            |                           | Modifica les dades a Wikidata |
|        | Cal Patraco                   | masia        | Josa i Tuixén      |                      |                      | 42° 14′ 28″ N, 1° 32′ 14″ E / 42.24124833355°N,1.5371527492165°E    |                                            |                           | Modifica les dades a Wikidata |
|        | Cal Ramonillo                 | masia        | Josa i Tuixén      |                      |                      | 42° 14′ 21″ N, 1° 32′ 21″ E / 42.2390945225924°N,1.53930088328468°E |                                            |                           | Modifica les dades a Wikidata |
|        | Can-deu-serra                 | masia        | Josa i Tuixén      |                      |                      | 42° 13′ 23″ N, 1° 35′ 06″ E / 42.2231850784531°N,1.58488756755139°E |                                            |                           | Modifica les dades a Wikidata |
|        | el Carreu                     | masia        | Josa i Tuixén      | 1193                 |                      | 42° 13′ 26″ N, 1° 33′ 29″ E / 42.223787°N,1.557961°E                |                                            | El Carreu                 | Modifica les dades a Wikidata |
|        | Ròt                           | masia        | Josa i Tuixén      |                      |                      | 42° 14′ 35″ N, 1° 34′ 56″ E / 42.2431554620451°N,1.58229594536252°E |                                            |                           | Modifica les dades a Wikidata |
|        | Ca l'Amador                   | masia        | la Vansa i Fórnols |                      |                      | 42° 14′ 39″ N, 1° 27′ 09″ E / 42.2441234463023°N,1.45237600922735°E |                                            |                           | Modifica les dades a Wikidata |
|        | Ca l'Estevet                  | masia        | la Vansa i Fórnols |                      |                      | 42° 14′ 20″ N, 1° 27′ 03″ E / 42.23876144023°N,1.45078607206865°E   |                                            |                           | Modifica les dades a Wikidata |
|        | Cal Baró                      | masia        | la Vansa i Fórnols |                      |                      | 42° 14′ 16″ N, 1° 27′ 06″ E / 42.2379077889936°N,1.45159472749038°E |                                            |                           | Modifica les dades a Wikidata |
|        | Cal Boi                       | masia        | la Vansa i Fórnols |                      |                      | 42° 15′ 04″ N, 1° 28′ 23″ E / 42.2511117256376°N,1.47317633663142°E |                                            |                           | Modifica les dades a Wikidata |
|        | Cal Casanova                  | masia        | la Vansa i Fórnols |                      |                      | 42° 14′ 21″ N, 1° 26′ 37″ E / 42.2390426065743°N,1.44361641727902°E |                                            |                           | Modifica les dades a Wikidata |
|        | Cal Cintarró                  | masia        | la Vansa i Fórnols |                      |                      | 42° 15′ 18″ N, 1° 27′ 09″ E / 42.2548764421673°N,1.45236764969998°E |                                            |                           | Modifica les dades a Wikidata |
|        | Cal Coix                      | masia        | la Vansa i Fórnols |                      |                      | 42° 14′ 27″ N, 1° 26′ 08″ E / 42.2407870794049°N,1.4354773193167°E  |                                            |                           | Modifica les dades a Wikidata |
|        | Cal Ferràs                    | masia        | la Vansa i Fórnols |                      |                      | 42° 15′ 48″ N, 1° 27′ 41″ E / 42.2634555039418°N,1.46146937032223°E |                                            |                           | Modifica les dades a Wikidata |
|        | Cal Gilió                     | masia        | la Vansa i Fórnols |                      |                      | 42° 14′ 57″ N, 1° 26′ 05″ E / 42.2492592272727°N,1.43463759856295°E |                                            |                           | Modifica les dades a Wikidata |
|        | Cal Jep                       | masia        | la Vansa i Fórnols |                      |                      | 42° 15′ 59″ N, 1° 27′ 38″ E / 42.2664980842988°N,1.4606921215955°E  |                                            |                           | Modifica les dades a Wikidata |
|        | Cal Joan                      | masia        | la Vansa i Fórnols |                      |                      | 42° 14′ 41″ N, 1° 26′ 55″ E / 42.244587359183°N,1.4485942783787°E   |                                            |                           | Modifica les dades a Wikidata |
|        | Cal Joanetó                   | masia        | la Vansa i Fórnols |                      |                      | 42° 15′ 18″ N, 1° 27′ 12″ E / 42.2549258619236°N,1.45336051088879°E |                                            |                           | Modifica les dades a Wikidata |
|        | Cal Marroi                    | masia        | la Vansa i Fórnols |                      |                      | 42° 14′ 20″ N, 1° 25′ 37″ E / 42.2388151290987°N,1.42694529394765°E |                                            |                           | Modifica les dades a Wikidata |
|        | Cal Muntada                   | masia        | la Vansa i Fórnols |                      |                      | 42° 14′ 28″ N, 1° 27′ 45″ E / 42.2411607149497°N,1.46243544792789°E |                                            |                           | Modifica les dades a Wikidata |
|        | Cal Paller                    | masia        | la Vansa i Fórnols |                      |                      | 42° 13′ 08″ N, 1° 30′ 07″ E / 42.218989712027°N,1.50203533269169°E  |                                            |                           | Modifica les dades a Wikidata |
|        | Cal Pauet                     | masia        | la Vansa i Fórnols |                      |                      | 42° 13′ 13″ N, 1° 29′ 09″ E / 42.2202524476391°N,1.48572132807998°E |                                            |                           | Modifica les dades a Wikidata |
|        | Cal Perabaixa                 | masia        | la Vansa i Fórnols |                      |                      | 42° 14′ 21″ N, 1° 27′ 36″ E / 42.2391729134645°N,1.4599385623478°E  |                                            |                           | Modifica les dades a Wikidata |
|        | Cal Pessic                    | masia        | la Vansa i Fórnols |                      |                      | 42° 14′ 47″ N, 1° 25′ 02″ E / 42.2464623913109°N,1.41721592009327°E |                                            |                           | Modifica les dades a Wikidata |
|        | Cal Pomer                     | masia        | la Vansa i Fórnols |                      |                      | 42° 14′ 08″ N, 1° 26′ 56″ E / 42.235547358238°N,1.448865053002°E    |                                            |                           | Modifica les dades a Wikidata |
|        | Cal Portell                   | masia        | la Vansa i Fórnols |                      |                      | 42° 16′ 05″ N, 1° 28′ 20″ E / 42.2681726340665°N,1.47209770178579°E |                                            |                           | Modifica les dades a Wikidata |
|        | Cal Quelo de Baix             | masia        | la Vansa i Fórnols |                      |                      | 42° 14′ 10″ N, 1° 27′ 03″ E / 42.2362206315525°N,1.45070280176547°E |                                            |                           | Modifica les dades a Wikidata |
|        | Cal Quintona                  | masia        | la Vansa i Fórnols |                      |                      | 42° 14′ 39″ N, 1° 27′ 29″ E / 42.2442723503731°N,1.45808124798339°E |                                            |                           | Modifica les dades a Wikidata |
|        | Cal Reboll                    | masia        | la Vansa i Fórnols |                      |                      | 42° 13′ 45″ N, 1° 31′ 00″ E / 42.2290687960618°N,1.51668987521632°E |                                            |                           | Modifica les dades a Wikidata |
|        | Cal Ribó                      | masia        | la Vansa i Fórnols |                      |                      | 42° 13′ 58″ N, 1° 29′ 04″ E / 42.2327816837274°N,1.48450078679256°E |                                            |                           | Modifica les dades a Wikidata |
|        | Cal Ruelo                     | masia        | la Vansa i Fórnols |                      |                      | 42° 14′ 07″ N, 1° 27′ 08″ E / 42.2352960932541°N,1.4522645386763°E  |                                            |                           | Modifica les dades a Wikidata |
|        | Cal Sanç                      | masia        | la Vansa i Fórnols |                      |                      | 42° 15′ 07″ N, 1° 31′ 38″ E / 42.251928127445°N,1.5272082082481°E   |                                            |                           | Modifica les dades a Wikidata |
|        | Cal Secalló                   | masia        | la Vansa i Fórnols |                      |                      | 42° 14′ 26″ N, 1° 27′ 34″ E / 42.2404896862142°N,1.45940961296774°E |                                            |                           | Modifica les dades a Wikidata |
|        | Cal Serra                     | masia        | la Vansa i Fórnols |                      |                      | 42° 15′ 10″ N, 1° 26′ 54″ E / 42.252689953246°N,1.4483956710135°E   |                                            |                           | Modifica les dades a Wikidata |
|        | Cal Soldat                    | masia        | la Vansa i Fórnols |                      |                      | 42° 15′ 19″ N, 1° 27′ 07″ E / 42.2553390348447°N,1.45194415881047°E |                                            |                           | Modifica les dades a Wikidata |
|        | Cal Ton Xic                   | masia        | la Vansa i Fórnols |                      |                      | 42° 14′ 44″ N, 1° 24′ 59″ E / 42.245685774512°N,1.41641110914797°E  |                                            |                           | Modifica les dades a Wikidata |
|        | Cal Torra                     | masia        | la Vansa i Fórnols |                      |                      | 42° 15′ 57″ N, 1° 27′ 53″ E / 42.2659378843216°N,1.46458572702802°E |                                            |                           | Modifica les dades a Wikidata |
|        | Cal Torà                      | masia        | la Vansa i Fórnols |                      |                      | 42° 16′ 38″ N, 1° 30′ 04″ E / 42.2771370686949°N,1.5010224928798°E  |                                            |                           | Modifica les dades a Wikidata |
|        | Cal Valentí de l'Espluga      | masia        | la Vansa i Fórnols |                      |                      | 42° 14′ 19″ N, 1° 25′ 18″ E / 42.23874167°N,1.42156944°E            |                                            |                           | Modifica les dades a Wikidata |
|        | Cal Vinyal                    | masia        | la Vansa i Fórnols |                      |                      | 42° 14′ 26″ N, 1° 26′ 14″ E / 42.2404499268985°N,1.43717033294341°E |                                            |                           | Modifica les dades a Wikidata |
|        | Cal Xico                      | masia        | la Vansa i Fórnols |                      |                      | 42° 15′ 58″ N, 1° 27′ 52″ E / 42.2661968614603°N,1.46442181661834°E |                                            |                           | Modifica les dades a Wikidata |
|        | Cal Xulí                      | masia        | la Vansa i Fórnols |                      |                      | 42° 14′ 11″ N, 1° 30′ 17″ E / 42.236305644898°N,1.50459501983887°E  |                                            |                           | Modifica les dades a Wikidata |
|        | Capdelroc                     | masia        | la Vansa i Fórnols |                      |                      | 42° 13′ 39″ N, 1° 29′ 54″ E / 42.2275157927612°N,1.49839233878815°E |                                            |                           | Modifica les dades a Wikidata |
|        | Casa de Coll de Creus         | masia        | la Vansa i Fórnols |                      |                      | 42° 16′ 45″ N, 1° 29′ 03″ E / 42.279284843791°N,1.4841253113381°E   |                                            |                           | Modifica les dades a Wikidata |
|        | Casal                         | masia        | la Vansa i Fórnols |                      |                      | 42° 13′ 43″ N, 1° 26′ 21″ E / 42.2285356154485°N,1.43919716078804°E |                                            |                           | Modifica les dades a Wikidata |
|        | Corones                       | masia        | la Vansa i Fórnols |                      |                      | 42° 15′ 00″ N, 1° 26′ 21″ E / 42.2498793506264°N,1.43916794698102°E |                                            |                           | Modifica les dades a Wikidata |
|        | Cortal del Porta              | masia        | la Vansa i Fórnols | 1645                 | ruïnós               | 42° 17′ 26″ N, 1° 31′ 04″ E / 42.2906299836956°N,1.51780539024858°E |                                            |                           | Modifica les dades a Wikidata |
|        | el Coll Bataller              | masia        | la Vansa i Fórnols |                      |                      | 42° 15′ 17″ N, 1° 27′ 36″ E / 42.2546467724483°N,1.46005909001012°E |                                            |                           | Modifica les dades a Wikidata |
|        | el Cortalet                   | masia        | la Vansa i Fórnols |                      |                      | 42° 15′ 56″ N, 1° 29′ 16″ E / 42.2654281885399°N,1.48790201801235°E |                                            |                           | Modifica les dades a Wikidata |
|        | el Cussarell                  | masia        | la Vansa i Fórnols |                      |                      | 42° 15′ 02″ N, 1° 27′ 31″ E / 42.2506107531056°N,1.45861779883654°E |                                            |                           | Modifica les dades a Wikidata |
|        | l'Era de Polla                | masia        | la Vansa i Fórnols |                      |                      | 42° 13′ 16″ N, 1° 27′ 54″ E / 42.2210862553045°N,1.46511574891254°E |                                            |                           | Modifica les dades a Wikidata |
|        | la Guàrdia                    | masia        | la Vansa i Fórnols | 984                  |                      | 42° 13′ 58″ N, 1° 28′ 42″ E / 42.232828°N,1.478287°E                |                                            |                           | Modifica les dades a Wikidata |
|        | Madern                        | masia        | la Vansa i Fórnols |                      |                      | 42° 13′ 11″ N, 1° 28′ 51″ E / 42.2197179620565°N,1.48071804571629°E |                                            |                           | Modifica les dades a Wikidata |
|        | Pujals                        | masia        | la Vansa i Fórnols |                      |                      | 42° 14′ 34″ N, 1° 26′ 49″ E / 42.2426726028715°N,1.44698151234902°E |                                            |                           | Modifica les dades a Wikidata |
|        | Bàstigues                     | masia        | Oliana             |                      |                      | 42° 06′ 58″ N, 1° 18′ 35″ E / 42.1162493680675°N,1.30963496808152°E |                                            |                           | Modifica les dades a Wikidata |
|        | Ca l'Hortonoves               | masia        | Oliana             |                      |                      | 42° 07′ 18″ N, 1° 19′ 35″ E / 42.1216392971548°N,1.32651251840749°E |                                            |                           | Modifica les dades a Wikidata |
|        | Ca l'Oliva                    | masia        | Oliana             | 451                  |                      | 42° 04′ 47″ N, 1° 18′ 10″ E / 42.0796263305047°N,1.30264074748001°E |                                            | Ca l'Oliva (Oliana)       | Modifica les dades a Wikidata |
|        | Cal Bitllar                   | masia        | Oliana             |                      |                      | 42° 07′ 43″ N, 1° 20′ 23″ E / 42.1287206805848°N,1.3397071645534°E  |                                            |                           | Modifica les dades a Wikidata |
|        | Cal Cabó                      | masia        | Oliana             |                      |                      | 42° 04′ 24″ N, 1° 18′ 41″ E / 42.0732516259611°N,1.31129646600803°E |                                            |                           | Modifica les dades a Wikidata |
|        | Cal Carró                     | masia        | Oliana             |                      |                      | 42° 04′ 15″ N, 1° 18′ 51″ E / 42.0708730935372°N,1.31429681798672°E |                                            |                           | Modifica les dades a Wikidata |
|        | Cal Cinta                     | masia        | Oliana             |                      |                      | 42° 05′ 06″ N, 1° 18′ 12″ E / 42.0850857616046°N,1.30336569344142°E |                                            |                           | Modifica les dades a Wikidata |
|        | Cal Codina                    | masia        | Oliana             |                      |                      | 42° 04′ 51″ N, 1° 18′ 01″ E / 42.0809166117981°N,1.30036979239136°E |                                            |                           | Modifica les dades a Wikidata |
|        | Cal Girald                    | masia        | Oliana             | 457                  |                      | 42° 04′ 47″ N, 1° 18′ 14″ E / 42.079761236095°N,1.30384607974615°E  |                                            | Cal Girald (Oliana)       | Modifica les dades a Wikidata |
|        | Cal Lluís                     | masia        | Oliana             |                      |                      | 42° 07′ 18″ N, 1° 19′ 34″ E / 42.121677429274°N,1.32603972109702°E  |                                            |                           | Modifica les dades a Wikidata |
|        | Cal Mateuet                   | masia        | Oliana             |                      |                      | 42° 04′ 50″ N, 1° 18′ 17″ E / 42.0806457402282°N,1.30458415272654°E |                                            |                           | Modifica les dades a Wikidata |
|        | Cal Peramola                  | masia        | Oliana             |                      |                      | 42° 04′ 50″ N, 1° 19′ 27″ E / 42.0805296653675°N,1.32426884949838°E |                                            |                           | Modifica les dades a Wikidata |
|        | Cal Pere Vallès               | masia        | Oliana             |                      |                      | 42° 04′ 52″ N, 1° 18′ 19″ E / 42.0812401932678°N,1.30519698090296°E |                                            |                           | Modifica les dades a Wikidata |
|        | Cal Petit                     | masia        | Oliana             |                      |                      | 42° 03′ 09″ N, 1° 18′ 25″ E / 42.052559522152°N,1.3070601986432°E   |                                            |                           | Modifica les dades a Wikidata |
|        | Cal Puit                      | masia        | Oliana             |                      |                      | 42° 07′ 19″ N, 1° 19′ 36″ E / 42.1219118456096°N,1.32667470695657°E |                                            |                           | Modifica les dades a Wikidata |
|        | Cal Reixar                    | masia        | Oliana             |                      |                      | 42° 04′ 21″ N, 1° 18′ 22″ E / 42.0725464557803°N,1.30622615004242°E |                                            |                           | Modifica les dades a Wikidata |
|        | Cal Solà                      | masia        | Oliana             |                      |                      | 42° 05′ 14″ N, 1° 20′ 38″ E / 42.0873186473498°N,1.34400359322809°E |                                            |                           | Modifica les dades a Wikidata |
|        | Cal Torrent                   | masia        | Oliana             |                      |                      | 42° 04′ 54″ N, 1° 19′ 02″ E / 42.0816710370544°N,1.31733561382643°E |                                            |                           | Modifica les dades a Wikidata |
|        | Cal Vetó                      | masia        | Oliana             |                      |                      | 42° 08′ 11″ N, 1° 20′ 37″ E / 42.1365226086142°N,1.3436294734016°E  |                                            |                           | Modifica les dades a Wikidata |
|        | Cal Vidal                     | masia        | Oliana             |                      |                      | 42° 04′ 53″ N, 1° 18′ 18″ E / 42.081349788229°N,1.3050859245307°E   |                                            |                           | Modifica les dades a Wikidata |
|        | Casa Cubilà                   | masia        | Oliana             |                      |                      | 42° 07′ 42″ N, 1° 19′ 37″ E / 42.128431°N,1.327025°E                | bé integrant del patrimoni cultural català | Casa Cubilà de les Anoves | Modifica les dades a Wikidata |
|        | Casa Pla                      | masia        | Oliana             |                      |                      | 42° 07′ 40″ N, 1° 19′ 36″ E / 42.127752°N,1.326753°E                | bé integrant del patrimoni cultural català | Casa Pla de les Anoves    | Modifica les dades a Wikidata |
|        | el Molí                       | masia        | Oliana             |                      |                      | 42° 08′ 02″ N, 1° 20′ 03″ E / 42.1339010839076°N,1.33424800640608°E |                                            |                           | Modifica les dades a Wikidata |
|        | el Soler                      | masia        | Oliana             |                      |                      | 42° 08′ 23″ N, 1° 21′ 03″ E / 42.139653496822°N,1.350723768305°E    |                                            |                           | Modifica les dades a Wikidata |
|        | Graell                        | masia        | Oliana             |                      |                      | 42° 03′ 19″ N, 1° 18′ 47″ E / 42.055349252537°N,1.3130283586975°E   |                                            |                           | Modifica les dades a Wikidata |
|        | la Teuleria                   | masia        | Oliana             |                      |                      | 42° 03′ 59″ N, 1° 19′ 47″ E / 42.0664323556954°N,1.32964365938329°E |                                            |                           | Modifica les dades a Wikidata |
|        | Mas les Eroles                | masia        | Oliana             |                      |                      | 42° 06′ 27″ N, 1° 19′ 01″ E / 42.107481°N,1.317018°E                | bé integrant del patrimoni cultural català | Mas les Eroles            | Modifica les dades a Wikidata |
|        | Masia de Xinxola              | masia        | Oliana             |                      |                      | 42° 03′ 38″ N, 1° 19′ 34″ E / 42.0606804579438°N,1.3261445834514°E  |                                            |                           | Modifica les dades a Wikidata |
|        | Masia del Girald              | masia        | Oliana             |                      |                      | 42° 05′ 01″ N, 1° 18′ 19″ E / 42.0836928251287°N,1.30539767116673°E |                                            |                           | Modifica les dades a Wikidata |
|        | Vilars                        | masia        | Oliana             |                      |                      | 42° 04′ 23″ N, 1° 19′ 41″ E / 42.0729844543741°N,1.32810588213798°E |                                            |                           | Modifica les dades a Wikidata |
|        | Cal Comella                   | masia        | Organyà            |                      |                      | 42° 13′ 13″ N, 1° 18′ 33″ E / 42.2202695906019°N,1.30907981423487°E |                                            |                           | Modifica les dades a Wikidata |
|        | Cal Llauna                    | masia        | Organyà            |                      |                      | 42° 12′ 58″ N, 1° 18′ 17″ E / 42.2160540487209°N,1.30475811741431°E |                                            |                           | Modifica les dades a Wikidata |
|        | Casa del Camp                 | masia        | Organyà            |                      |                      | 42° 13′ 19″ N, 1° 19′ 02″ E / 42.2218754220867°N,1.31722763572117°E |                                            |                           | Modifica les dades a Wikidata |
|        | Caselles                      | masia        | Organyà            |                      |                      | 42° 12′ 42″ N, 1° 18′ 52″ E / 42.2117494842698°N,1.31455270879151°E |                                            |                           | Modifica les dades a Wikidata |
|        | la Borda                      | masia        | Organyà            |                      |                      | 42° 12′ 53″ N, 1° 18′ 57″ E / 42.2146231812083°N,1.31583316122328°E |                                            |                           | Modifica les dades a Wikidata |
|        | Cal Bernadí                   | masia        | Peramola           |                      |                      | 42° 05′ 22″ N, 1° 14′ 00″ E / 42.0893172848159°N,1.23346319988401°E |                                            |                           | Modifica les dades a Wikidata |
|        | Cal Cambrer                   | masia        | Peramola           |                      |                      | 42° 05′ 18″ N, 1° 14′ 01″ E / 42.0882133589419°N,1.2337114727995°E  |                                            |                           | Modifica les dades a Wikidata |
|        | Cal Jou                       | masia        | Peramola           |                      |                      | 42° 05′ 55″ N, 1° 17′ 12″ E / 42.0985449315689°N,1.28666942509668°E |                                            |                           | Modifica les dades a Wikidata |
|        | Cal Llac                      | masia        | Peramola           |                      |                      | 42° 06′ 12″ N, 1° 17′ 19″ E / 42.1034367639415°N,1.28858153701327°E |                                            |                           | Modifica les dades a Wikidata |
|        | Cal Tarragona                 | masia        | Peramola           |                      |                      | 42° 05′ 29″ N, 1° 17′ 13″ E / 42.0912541828965°N,1.2869503431065°E  |                                            |                           | Modifica les dades a Wikidata |
|        | Can Boix                      | masia        | Peramola           |                      |                      | 42° 04′ 17″ N, 1° 16′ 33″ E / 42.0714825453214°N,1.27591430440742°E |                                            |                           | Modifica les dades a Wikidata |
|        | Can Tejan                     | masia        | Peramola           |                      |                      | 42° 05′ 21″ N, 1° 14′ 19″ E / 42.0892439669652°N,1.23865229234754°E |                                            |                           | Modifica les dades a Wikidata |
|        | Casa d'Aubenç                 | masia        | Peramola           |                      |                      | 42° 06′ 55″ N, 1° 14′ 56″ E / 42.1153635089168°N,1.24877914478521°E |                                            |                           | Modifica les dades a Wikidata |
|        | Casa de Nerola                | masia        | Peramola           |                      |                      | 42° 03′ 59″ N, 1° 16′ 20″ E / 42.066282520356°N,1.27209060982725°E  |                                            |                           | Modifica les dades a Wikidata |
|        | Caseta de la Móra             | masia        | Peramola           |                      |                      | 42° 04′ 02″ N, 1° 14′ 16″ E / 42.0672296902727°N,1.23784697877292°E |                                            |                           | Modifica les dades a Wikidata |
|        | Cotarroi                      | masia        | Peramola           |                      |                      | 42° 06′ 31″ N, 1° 17′ 15″ E / 42.1085731889564°N,1.28757252144969°E |                                            |                           | Modifica les dades a Wikidata |
|        | Juncars                       | masia        | Peramola           |                      |                      | 42° 05′ 36″ N, 1° 16′ 30″ E / 42.0933337722263°N,1.27487506828589°E |                                            |                           | Modifica les dades a Wikidata |
|        | la Costa de la Torre          | masia        | Peramola           |                      |                      | 42° 05′ 14″ N, 1° 13′ 50″ E / 42.0871364466294°N,1.23045270133357°E |                                            |                           | Modifica les dades a Wikidata |
|        | la Creueta                    | masia        | Peramola           |                      |                      | 42° 03′ 09″ N, 1° 16′ 17″ E / 42.0524458978447°N,1.27128155521199°E |                                            |                           | Modifica les dades a Wikidata |
|        | la Masia                      | masia        | Peramola           |                      |                      | 42° 02′ 29″ N, 1° 15′ 39″ E / 42.0415095211571°N,1.26095803714439°E |                                            |                           | Modifica les dades a Wikidata |
|        | la Móra de Cortiuda           | masia        | Peramola           |                      |                      | 42° 04′ 38″ N, 1° 14′ 26″ E / 42.0773413533782°N,1.24063773132037°E |                                            |                           | Modifica les dades a Wikidata |
|        | la Penella                    | masia        | Peramola           |                      |                      | 42° 06′ 18″ N, 1° 17′ 51″ E / 42.1050272029035°N,1.29741580718429°E |                                            |                           | Modifica les dades a Wikidata |
|        | la Rectoria                   | masia        | Peramola           |                      |                      | 42° 05′ 13″ N, 1° 13′ 53″ E / 42.0870510267091°N,1.23133769142836°E |                                            |                           | Modifica les dades a Wikidata |
|        | la Ribera                     | masia        | Peramola           |                      |                      | 42° 03′ 10″ N, 1° 18′ 03″ E / 42.0528260155661°N,1.30094994168141°E |                                            |                           | Modifica les dades a Wikidata |
|        | lo Solà                       | masia        | Peramola           |                      |                      | 42° 04′ 51″ N, 1° 13′ 50″ E / 42.0807446754605°N,1.23061827020501°E |                                            |                           | Modifica les dades a Wikidata |
|        | Mas de la Font de l'Ou        | masia        | Peramola           |                      |                      | 42° 02′ 33″ N, 1° 14′ 39″ E / 42.0423975406942°N,1.24416377760845°E |                                            |                           | Modifica les dades a Wikidata |
|        | Masia del Forner              | masia        | Peramola           |                      |                      | 42° 02′ 39″ N, 1° 16′ 41″ E / 42.044146996587°N,1.27818823638846°E  |                                            |                           | Modifica les dades a Wikidata |
|        | Masia del Racó                | masia        | Peramola           |                      |                      | 42° 05′ 23″ N, 1° 14′ 25″ E / 42.0897826908834°N,1.24030596271953°E |                                            |                           | Modifica les dades a Wikidata |
|        | Montlleví                     | masia        | Peramola           |                      |                      | 42° 03′ 37″ N, 1° 14′ 43″ E / 42.0602199515975°N,1.24529217995228°E |                                            |                           | Modifica les dades a Wikidata |
|        | Puigpinós                     | masia        | Peramola           |                      |                      | 42° 04′ 51″ N, 1° 15′ 20″ E / 42.0807136298684°N,1.25564424641729°E |                                            |                           | Modifica les dades a Wikidata |
|        | Santmaí                       | masia        | Peramola           |                      |                      | 42° 02′ 21″ N, 1° 15′ 33″ E / 42.039233167123°N,1.2590882102381°E   |                                            |                           | Modifica les dades a Wikidata |
|        | Santpou                       | masia        | Peramola           |                      |                      | 42° 05′ 50″ N, 1° 15′ 24″ E / 42.0972002347323°N,1.25659510847712°E |                                            |                           | Modifica les dades a Wikidata |
|        | Solans                        | masia        | Peramola           |                      |                      | 42° 05′ 55″ N, 1° 17′ 14″ E / 42.0987230183967°N,1.28713625211132°E |                                            |                           | Modifica les dades a Wikidata |
|        | Torrent                       | masia        | Peramola           |                      |                      | 42° 04′ 30″ N, 1° 15′ 03″ E / 42.07513215719°N,1.2508541828318°E    |                                            |                           | Modifica les dades a Wikidata |